# Zhou Jianchao
Zhou Jianchao (Shanghai, 11 giugno 1988) è uno scacchista cinese, Grande maestro.
Nel 2006 divenne, all'età di 17 anni, il 20º grande maestro cinese.
Nella lista FIDE di maggio 2010 è 86º al mondo, con 2652 punti Elo.
Tra i principali risultati:
- 2004 : realizza 4,5 su 6 nel 2º match Russia-Cina
- 2005 : 2º nel campionato cinese assoluto
- 2007 : partecipa alla Coppa del Mondo di scacchi di Chanty-Mansijsk, superando al primo turno Emil Sutovskij e al secondo turno Andrij Volokitin, ma viene eliminato al terzo turno da Michael Adams
- 2008 : vince con la squadra cinese il campionato asiatico a squadre, ottenendo una medaglia d'oro individuale di scacchiera
- 2009 : 3º per lo spareggio tecnico nel fortissimo Aeroflot Open di Mosca, con 6/9 e una prestazione Elo di 2753 punti